# Partido de Pila
Pila es uno de los 135 partidos que componen la provincia argentina de Buenos Aires. Según el censo de 2022, tiene una población de 4609 habitantes.
Está ubicado en el centro este de la provincia y su cabecera es la ciudad homónima. Es el partido con la densidad poblacional más baja de la provincia.

## Límites
El partido de Pila limita al norte con los partidos de Chascomús, General Belgrano y Lezama; al este con el partido de Castelli; al sur con los partidos de Rauch, General Guido y Ayacucho; al sudeste con el partido de Dolores, y al oeste con el partido de Las Flores.

## Historia
El partido fue creado por un decreto del 21 de diciembre de 1839 del entonces gobernador de Buenos Aires, Juan Manuel de Rosas. Su territorio, hasta entonces, formaba parte del partido de Dolores.

### Origen del nombre
Se dice que el nombre del partido se remonta a 1823, cuando durante la exploración de las orillas del río Salado realizada por un grupo de Blandengues, uno de los expedicionarios exclamó: "Es como el agua e´pila", aludiendo al sabor salado del agua de la pila bautismal.

## Intendentes Municipales
| Período         | Intendente               | Partido Político |
| --------------- | ------------------------ | ---------------- |
| 1983 - 1987     | Héctor Etchemendy        | UCR              |
| 1987 - 1999     | Néstor Silvio Chesini    | UCR              |
| 1999 - 2003     | Claudio Raúl Lancieri    | UCR              |
| 2003 - 2021     | Gustavo Alfredo Walker   | PJ               |
| 2021 - presente | Gustavo Sebastián Walker | PJ               |

## Población
Según los resultados definitivos del censo de 2022 la población del partido alcanza los 4.642 habitantes.

## Localidades del Partido
- Pila
- Casalins

### Cuarteles
- La Florida
- La Luz
- La Victoria
- Real Audiencia